# Оредеж (посёлок)
О́редеж — посёлок в Лужском районе Ленинградской области России. Административный центр Оредежского сельского поселения.

## История
Посёлок Оредеж был образован при одноимённой железнодорожной станции во время строительства Московско-Виндаво-Рыбинской железной дороги в 1897—1898 годах.
С 1917 по 1927 год посёлок Оредеж входил в состав Пантелеевского сельсовета Бутковской волости Лужского уезда.
По переписи 1926 года население посёлка составляло 208 человек.
С 1927 по 1959 год посёлок являлся административным центром Оредежского района Ленинградской области.
По данным 1933 года, посёлок Оредеж являлся также административным центром Пантелеевского сельсовета Оредежского района, в который входили 11 населённых пунктов: деревни Боршово, Лог, Кашицы, Пантелеевечи, Почап, Хлупино, Щербинка, село Великое Село, посёлки Оредеж, Почап и хутор Юркино, общей численностью населения 1990 человек.
По данным 1936 года, в состав Пантелеевского сельсовета с центром в посёлке Оредеж входили 11 населённых пунктов, 576 хозяйств и 5 колхозов.
C 1 августа 1941 года по 31 января 1944 года посёлок находился в оккупации.
По данным 1966 и 1973 годов посёлок являлся административным центром Оредежского сельсовета.
По данным 1990 года в посёлке Оредеж проживали 2883 человека. Посёлок являлся административным центром Оредежского сельсовета Лужского района в который входили 15 населённых пунктов: деревни Большие Влешковичи, Борщёво, Васильковичи, Великое Село, Гверездно, Дубровка, Замостье, Малые Влешковичи, Поддубье, Покровское, Почап, Сокольники, Хабалинка, Хлупино; посёлок Оредеж, общей численностью населения 4593 человека.
В 1997 году в посёлке Оредеж Оредежской волости проживали 2792 человека, в 2002 году — 2682 человека (русские — 94 %).
В 2007 году в посёлке Оредеж Оредежского СП — 2714.

## География
Посёлок расположен в восточной части района на автодороге 41А-004 (Павлово — Луга) в месте примыкания к ней автодороги 41К-662 (Оредеж — Тёсово-4 — Чолово).
Расстояние до районного центра — 32 км.
В посёлке находится одноимённая железнодорожная станция Санкт-Петербург — Витебского региона Октябрьской железной дороги.
К северу от посёлка находится озеро Хвойлово и озеро Антоново.

## Демография
| 1862 | 2007  | 2010  | 2017  |
| ---- | ----- | ----- | ----- |
| 138  | ↗2714 | ↘2709 | ↘2443 |

## Фото
- Оредеж, улица и церковь. 2022 год

## Улицы
1 Мая, Горького, Дальняя, Железнодорожная, Карла Маркса, Кирова, Комсомола, Ленина, Ленинградская, Лермонтова, Лесная, Маяковского, Мелиораторов, Мира, Некрасова, Пантелеевская, Партизанская, Пионерская, Пушкина, Сазанова, Свободная, Северная, Советская, Совхозная, Щербинская, Энгельса, Южная.